# Стефан Митровић (фудбалер, 1990)
Стефан Митровић (Београд, 22. мај 1990) је српски фудбалер који игра на позицији одбрамбеног играча. Тренутно наступа за Гент.

## Клупска каријера
Митровић је из београдског Рада прешао у млађе категорије Црвене звезде када је имао 13 година. Завршио је омладински стаж у Звезди након чега се вратио у Рад где је углавном наступао за Б тим. Са Бањице је отишао у словачку Петржалку, а затим је каријеру наставио у Чешкој где је наступао у Збројовки из Брна.
Током лета 2011. године био је на проби у Партизану али није потписао уговор. Прешао је затим у Металац са којим је у такмичарској 2011/12. испао из Суперлиге Србије. Каријеру је затим наставио у белгијском прволигашу Кортрајку, одакле је након једне сезоне прешао у португалску Бенфику са којом је у јуну 2013. потписао петогодишњи уговор. За Бенфикин први тим није дебитовао, већ је наступао за Б тим у другој португалској лиги. У јануару 2014. прослеђен је на позајмицу у шпанског прволигаша Реал Ваљадолид.
У јулу 2014. је постао нови играч немачког Фрајбурга, а бундеслигаш је лисабонској Бенфики исплатио 1,8 милиона евра. После лоше сезоне у Фрајбургу и испадања клуба из Бундеслиге, вратио се поново у Белгију на једногодишњу позајмицу у редове шампиона те земље, Гента, уз могућност да клуб купи његов уговор наредног лета. Гент је у марту 2016. откупио уговор и Митровић је остао у клубу.
У јуну 2018. године је потписао четворогодишњи уговор са Стразбуром. Са овим клубом је у марту наредне године освојио Лига куп Француске. Провео је три сезоне у Стразбуру, носио је и капитенску траку, а наступио је на укупно 89 утакмица у француској Лиги 1. У јулу 2021. потписао је трогодишњи уговор са шпанским Хетафеом. Две и по године је наступао за Хетафе у шпанској Ла лиги, након чега се 1. фебруара 2024. вратио у Гент.

## Репрезентација
За сениорску репрезентацију Србије дебитовао је 31. маја 2014. против Панаме (1:1) у Чикагу, у оквиру турнеје по САД.
Остаће упамћен због тога што је на прекинутом дуелу са Албанијом скинуо заставу такозване „Велике Албаније” са дрона који је летео изнад терена на стадиону Партизана.
Био је учесник Светског првенства 2022. године у Катару. Наступио је на утакмици са Камеруном када је ушао на терен у 56. минуту уместо Страхиње Павловића. Остала два меча, са Швајцарском и Бразилом, гледао је са клупе за резервне играче.

## Трофеји
Стразбур
- Лига куп Француске (1) : 2018/19.